# Jason's Song (Gave It Away)
Jason's Song (Gave It Away) è un singolo promozionale della cantante statunitense Ariana Grande, pubblicato il 16 settembre 2016 come unico estratto dall'edizione deluxe del terzo album in studio Dangerous Woman.

## Descrizione
Originariamente pubblicata nella sola edizione dell'album distribuita presso le catene Target, il brano è stato composto da Jason Robert Brown e Jeffrey Lesser ed è stato presentato dal vivo dalla cantante presso il talk show televisivo statunitense The Tonight Show nello stesso giorno di pubblicazione del singolo. All'esibizione ha preso parte anche il gruppo musicale hip hop The Roots.

## Tracce
Testi e musiche di Ariana Grande e Jason Robert Brown.
1. Jason's Song (I Gave It Away) – 4:24